# Distretto di Maqat
Il distretto di Maqat (in kazako: Мақат ауданы) è un distretto (audan) del Kazakistan con  capoluogo Maqat.